# Koningsvrijen
Koningsvrijen waren een bevolkingsgroep in de Karolingische tijd en daarna. Ze komen in de literatuur voor onder de naam Köningsfreie, heermannen, hostolenses, bargaldi, liberti of liberi, agrarii milites en homines franci.
Koningsvrijen waren boeren die ook krijgsdienst deden. In ruil daarvoor kregen ze tegen betaling van een koningstijns fiscaal land om te verbouwen. Ze waren verplicht dit land te verdedigen. Ze komen vooral voor aan de grenzen van het Rijk. Ze genoten bescherming van de koning en hadden bewegingsvrijheid door het hele Rijk. Koningsvrijen waren geen volvrijen, ook geen edelen. Koningsvrijen kwamen voor in geheel West-Europa.
In Nederland kwamen de 'koningsvrijen' of homines franci voor in het Gelderse rivierengebied. Zij waren in de 8ste eeuw, de periode van Karel Martel en Pepijn de Korte, als vrije mensen elders uit het Frankische Rijk neergezet in het grensgebied met de Friezen. Ter bescherming tegen de inheemse boeren genoten zij bepaalde voorrechten. Een klein deel van deze koningsvrijen viel onder het Sticht van Utrecht waar ze door de bisschop aangezien werden als dienstlieden. In Gelre vielen de koningsvrijen onder het publiek recht waardoor zij hun vrijheid konden handhaven. Na enkele generaties werden zij opgenomen in de ridderschap..
Een aparte categorie koningsvrijen zijn de 'maalmannen' die door de bisschoppen op bedreigde plekken waren gezet. Zij betaalden erftijns aan de bisschop. Een klein deel van de maalmannen bestond van oorsprong uit koningsvrijen die aan de bisschop afgestaan waren. Het grootste deel bestond uit van oorsprong bisschoppelijke voogdijvrijen. In Nederland kwamen ze van de 9de tot de 11de eeuw voor in de omgeving van Zutphen en Hengelo.
Heinrich Schmidt nam begin jaren zeventig aan dat alle inwoners van Friesland sinds de 9de eeuw koningsvrijen waren. Deze stelling is niet houdbaar gebleken. Dat werd in 2012 door de historicus Paul Noomen nog eens bevestigd.
De rechten en plichten van de koningsvrijen zijn rond 800 opgetekend in de Ewa ad Amorem. De Ewa bestaat uit een ouder deel met het karakter van een volksrecht en een jonger deel uit de tijd van Karel de Grote of Lodewijk de Vrome. Het oude volksrecht werd aangepast aan de wetten van het Karolingische Rijk. Onder andere werden de weergelden van de homines franci (koningsvrijen) geregeld. Het weergeld voor een koningsvrije bedroeg 600 solidi. Dat was driemaal zo hoog als van een ingenui (vrije), zesmaal zo hoog als dat van een lidi (halfvrije) en twaalfmaal zo hoog als van een servi (horige). De Ewa betrof het grensgebied van de Betuwe, het Land van Maas en Waal en Teisterbant.
Het feit dat er voor koningsvrijen extra weergeld betaald moest worden geeft aan dat het geen edelen waren. In het Frankisch recht stond de edelman boven de wet en was er geen weergeld verschuldigd. Een edelman beschermde zichzelf.
De Karolingische standencultuur kende binnen de geboortestanden de edelen, vrijen, minder-vrijen en onvrijen. In het Midden-Nederlandse rivierengebied stonden daar de homines franci boven als aanzienlijkste stand.